# Gospođa ministarka

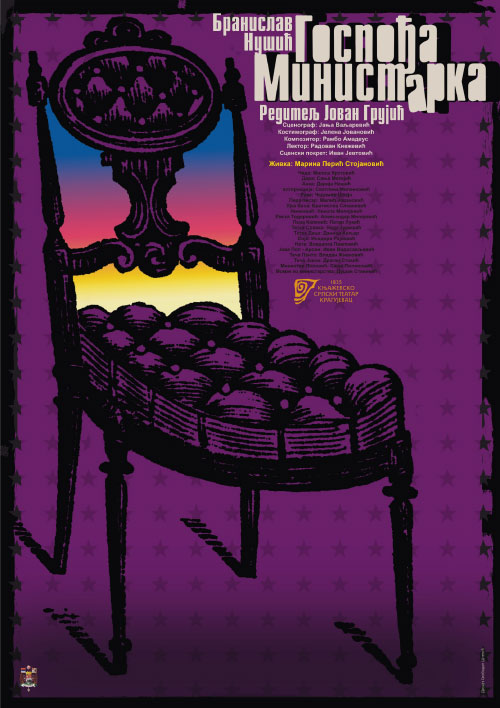
Affiche pour Gospođa ministarka, Knjazevsko-srpski teatar de Kragujevac, 2009

Gospođa ministarka (en serbe en écriture cyrillique : Госпођа министарка; en serbe latin : Gospođa ministarka), en français Madame la ministre, est une pièce de théâtre du dramaturge serbe Branislav Nušić parue en 1929. Cette pièce est l'une des plus célèbres de l'auteur ; elle a été adaptée plusieurs fois à la télévision ou au cinéma.

## Mises en scène et adaptations
La pièce a été adaptée au cinéma en 1989 par le réalisateur Zdravko Šotra, avec Milena Dravić dans le rôle de Živka Popović et Svetislav Goncić dans le rôle de Čeda Urošević ; parmi les autres interprètes figuraient Vojislav Brajović et Mira Banjac.
Au théâtre, elle a représenté plusieurs fois lors de festivals comme le JoakimFest, organisé par le Knjazevsko-srpski teatar de Kragujevac, en 2007 dans une mise en scène de Milica Kralj. 